# San Jeronimo (Schiff)
Die San Jeronimo war mit ihrer Indienststellung direkt vor dem Beginn des Ersten Weltkrieges einer der größten Öltanker weltweit und 14 Jahre später unter dem Namen Southern Empress für eine kurze Zeit das größte Walfangschiff unter britischer Flagge. Bis 1941 wurde das Schiff im Südpolarmeer zum Walfang eingesetzt.

Am 14. Oktober 1942 wurde die Southern Empress ex San Jeronimo in einem Konvoi auf dem Nordatlantik durch ein deutsches U-Boot versenkt.

## Geschichte
Die San Jeronimo wurde als fünftes von zehn in aller Eile gebauten Schiffe der San-Fraterno-Klasse gebaut, um Treibstofftransporte aus Mexiko im Auftrag der britischen Admiralität zu übernehmen. Auftraggeber war die Eagle Oil Company, eine Londoner Tochterfirma der britischen Pearson-Gruppe. Deren Eigner, Weetman Pearson, der spätere Lord Cowdray, besaß ein starkes Geschäftsinteresse im mittelamerikanischen, besonders mexikanischen Raum. Mit der Fertigstellung der neuen Flotte bei Werften wie William Doxford & Sons, einer Werft mit Sitz in Pallion, Sunderland am Fluss Wear in North East England, bildete sie zehn Prozent der weltweiten Tankertonnage. Die San Jeronimo wurde 1917 umgebaut, woraufhin sich die Vermessung auf 12.028 Bruttoregistertonnen änderte und ab April 1919 unter Shell-Farben in der Rohöl- und Produktenfahrt beschäftigt.

### WalfangmutterschiffSouthern Empress
Im Mai 1928 wurde das Schiff an die zum Konzern Lever Brothers gehörenden Southern Whaling & Sealing Co. Ltd. verkauft und umfangreich umgebaut, um deren 1928 verloren gegangenes Fabrikschiff Southern Queen zu ersetzen. Vor der San Jeronimo war schon 1926 die San Gregorio der San Fraterno-Klasse zum norwegischen Walfang-Fabrikschiff C.A. Larsen umgebaut worden. Der Umbau der San Jeronimo unterschied sich jedoch erheblich. Sie erhielt höhere Aufbauten, welche die Kommandobrücke mit den achteren Aufbauten verbanden und erst 1934 eine Heckaufschleppe, nachdem es sich als fast unmöglich erwies, wie geplant, getötete Wale mit einem Stahlnetz zur weiteren Verarbeitung an Bord zu heben. Ab der Fangsaison 1928/1929 wurde das umgebaute Schiff als Southern Empress von Port Stanley auf den Falklandinseln als Fabrikschiff mit anfangs vier Fangbooten betrieben. Die „Southern Whaling“ kaufte im  April 1929 auch das Schwesterschiff San Patricio und ließ es zum Fabrikschiff Southern Princess umbauen, das gleich mit einer Heckaufschleppe versehen wurde und Dunedin in Neuseeland als Heimathafen hatte. Für den Einsatz mit den beiden Fabrikschiffen ließ die Reederei bei der britischen Werft Smith’s Dock in den Jahren 1928 bis 1930 zehn neue Fangboote bauen, von denen die Southern Sea allerdings schon in ihrer ersten Saison verloren ging.

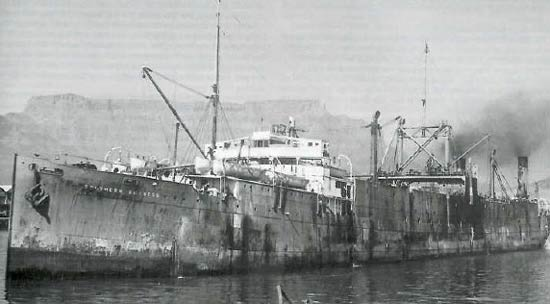
Die Southern Empress

In der Jagdsaison 1934/1935 erzielte die jetzt mit einer Slip versehene Southern Empress das Rekordergebnis von 226.000 Barrel Walöl. Dazu blieb sie allerdings 153 Tage im Einsatz, während die anderen Schiffe nur drei Monate Wale fingen. Die Reederei hatte den Einsatz verlängert, da die Southern Princess frühzeitig in der Saison ausgefallen war, um für die Gesellschaft ein erwartetes Gesamtergebnis zu produzieren. Dieser Einsatz wurde von den norwegischen Gesellschaften als Verstoß gegen die freiwilligen Mengenbeschränkungen kritisiert. Unilever habe sich nicht an die Regeln gehalten, die der Konzern zur Abnahme des Walöls gegenüber den norwegischen Gesellschaften anwende. 1936 erneute die Gesellschaft ihre Fangflotte und ersetzte sieben Fangboote durch beim Bremer Vulkan neu gebaute Boote von 344 BRT nach den Plänen der 1930 von Smith´s gebauten Southern Star. Dazu lieferte Smith’s Dock mit der Southern Pride von 582 BRT noch ein großes Erkundungs- und Fangboot, von dem der Vulkan 1937 mit der Southern Gem auch einen Nachbau lieferte. Ende 1938 und Anfang 1939 erwog Unilever zeitweise den Verkauf der Southern Empress an Deutschland, das seine Walfangflotte vergrößern wollte, wobei gleichzeitig eine moderne norwegische Walfabrik unter britische Flagge kommen sollte. Damit sollte der norwegische Einfluss auf den Walfang weiter reduziert werden. Die zunehmenden Spannungen mit dem Dritten Reich verhinderten aber den Verkauf.

### Kriegseinsatz
Während des Zweiten Weltkriegs  absolvierte die Southern Empress mindestens sechs erfolgreiche Atlantiküberquerungen als Tanker.

Im Winter 1940/1941 wieder als Fabrikschiff eingesetzt, wurde sie im Januar 1941 durch das norwegische Fabrikschiff Thorshammer (ex San Nazario) vor dem deutschen Hilfskreuzer Pinguin gewarnt, der am 14. Januar die norwegischen Fabrikschiffe Ole Wegger (ex San Lorenzo) und Pelagos, die als Versorgungsschiff eingesetzte Solglimt und elf Fangboote aufgebracht hatte. Der britische Hilfskreuzer Queen of Bermuda stieß kurz darauf zu den verbliebenen Walfabriken, um sie zu sichern. Neben der Southern Empress und der Thorshammer befand sich auch noch das von der Reederei Christian Salvesen & Co. eingesetzte moderne Fabrikschiff Svend Foyn im Fanggebiet südlich von Südgeorgien. Als Versorgungsschiffe und zum Abtransport des gewonnenen Walöls wurden die älteren Fabrikschiffe Ernesto Tornquist und Lancing eingesetzt.
Im September 1941 verkaufte der Unilever-Konzern das Schiff mit seiner gesamten Walfangflotte an die Reederei Salvesen in Edinburgh. Die 15 Fangboote befanden sich allerdings alle schon seit März 1940 im Dienst der Royal Navy und die überlebenden 13 Boote kamen erst nach dem Krieg als Walfänger wieder zum Einsatz.

### Versenkung derSouthern Empress
Im Oktober 1942 befand sich das Schiff unter dem Kommando von Kapitän Olaf Hansen als Flottentanker der Royal Navy mit dem Konvoi SC-104 auf einer Reise von New York nach Glasgow.

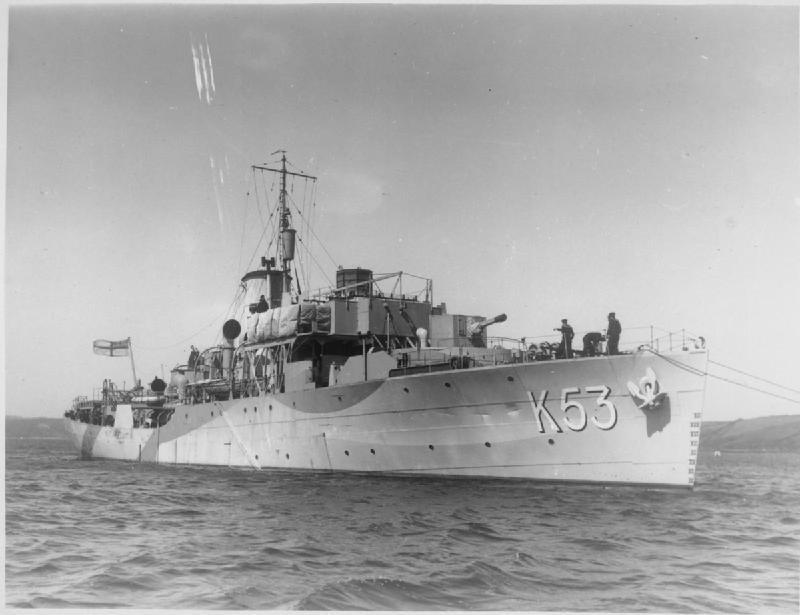
Die Korvette Woodruff, Schwesterschiff der norwegischen Potentilla

Zum Konvoi gehörten 48 Schiffe unterschiedlicher Flaggen. Am 14. Oktober 1942 wurde das Schiff rund 400 Seemeilen südlich von Kap Farewell (nordöstlich von St. John’s, Neufundland) auf der Position 53° 40′ N, 40° 40′ W vom deutschen U-Boot U 221 torpediert und versenkt. Mindestens 48 Seeleute kamen ums Leben.

Die 77 Überlebenden wurden von der norwegischen Korvette Potentilla aufgenommen, auf das ebenfalls als Tanker eingesetzte norwegische Walfangfabrikschiff Suderøy übergesetzt und nach Liverpool gebracht.
Die als Ladung mitgeführten elf Landungsboote für die Royal Navy gingen verloren.